# Toastmasters International
Toastmasters International es una organización educativa de comunicación y liderazgo. A través de clubes locales, los miembros de Toastmasters practican sus habilidades comunicativas y de liderazgo. Su primer club fue fundado en 1924 en Estados Unidos y actualmente hay más de 16 000 clubes con unos 350 000 miembros a lo largo de 141 países.
El primer club de habla hispana fundado fue el de la "Capital Mexicana que también es el más antiguo de México. Fue fundado el 1 de enero de 1963 en la Ciudad de México. El Dr. Jesús Arias Huerta fue el promotor e iniciador del club; y el Dr. Pablo Unda, su primer presidente. Antes de la pandemia de COVID-19, sesionaba el 1er y 3er viernes de cada mes en su sede del hotel Bristol, no obstante, hoy sigue sesionando de forma semanal, los viernes por la noche, mediante la plataforma Zoom Capital Mexicana.   
Capital Mexicana se reunía originalmente en el Club Libanés a las 21 horas los primeros y terceros viernes. Al inicio de los década de 1970, el presidente fue el Dr Manuel Medina Mazari. Después le siguió Ramón Kuri, que se había previamente desempeñado por 3 años, como secretario del club y luego el Lic Arturo Sobrino Pellón. 
En España, Toastmasters todavía es una organización muy joven. El primer club se fundó en Madrid en el año 2000.
El primer Club de Puerto Rico Toastmasters se inició en febrero de 2009. Fomenta comunicadores y líderes en un ambiente de camaradería. Toastmasters ayuda al desarrollo del pensamiento crítico, rápido e improvisado, educa en la redacción de evaluaciones constructivas y efectivas, desempeñar distintas funciones como líder, entre otras cosas. En la oratoria, ayuda a mejorar la postura, el lenguaje corporal, la dicción, la confianza y la seguridad. 

### Socios destacados
Don Vicente Martínez, fue presidente del Club Capital Mexicana en dos ocasiones, en 1975 y 1984, y el 1.º de abril de 2020, cumplió 50 años como socio activo, un hito dentro de la comunidad Toastmasters, y por ello, en sesión solemne, se le nombró presidente vitalicio del "Club Toastmasters Capital Mexicana". 
Don Vicente,  ha participado en diferentes roles directivos en Toastmasters a nivel nacional en México, siendo un referente en aspectos parlamentarios y de reglamentación.
Don Juan Manuel Del Rio, presidente del Club Capital Mexicana en 1982 participó en la fundación de otros Clubes Toastmasters en México. Su esposa Cuquita del Río fue la primera mujer aceptada en un Club Toastmasters, que originalmente solo sesionaba con varones, Cuquita fue además organizadora de un célebre concurso de oratoria a nivel Distrito Federal que se desarrolló por varios años en el Salón de Cabildos de la Regencia del DF (hoy Ciudad de México).  
Vicente Martínez y Juan Manuel Del Río han sido fundadores de varios Clubes a lo largo del país. 
Frank Devlyn, presidente de Grupo Devlyn, también fue un socio destacado.  Frank Devlyn es además reconocido por su amplia trayectoria como presidente de Rotary International, doctor honoris causa por la Universidad Hanyang de Seúl, Korea y merecedor a la Medalla de Honor al Mérito Empresarial en México, entre muchas otras distinciones.  
En el arte, Tomás Gondi,  presidente del Club Capital Mexicana en 1992, como pintor ha destacado con más de 500 exposiciones alrededor del mundo, desde Estados Unidos hasta Dubái.  Ha sido editor de diferentes revistas de arte y conductor de programas de radio donde ha destacado su perspectiva de apoyo y fomento del arte latinoamericano. 
Maria Estela Chessal Rivero, fue la primera presidenta de un Club Toastmasters en México, en el año 1985. Posteriormente volvió como presidente en el año 2004.

### Desarrollo de Toastmasters en México
En los años 80 se inició un importante movimiento de creación de clubes.  Varios socios del Club Capital Mexicana realizaron visitas a diferentes Clubes Rotarios en la Ciudad de México para promover el modelo de comunicación, y así llegó el interés por formar nuevos clubes, creándose el Club Nini Trevit, llamado así en honor de la conferenciasta y escritora del mismo nombre,  el Club Reforma,  el Club Tonatiuh, el Club Avanzados Evolución, entre otros.  
Con el crecimiento del movimiento Toastmasters en diferentes partes de país se creó la Asociación Nacional de Toastmasters en México. 
Juan Manuel Del Río promovió ante la sede internacional que los Clubes en México formaran un Distrito, logrando que en Monterrey Jack Gillespie Presidente Internacional de Toastmaters (1991-1992) anunciara la creación del Distrito 34.   
Actualmente México cuenta con dos Distritos, el Distrito 34 y el Distrito 113 y alrededor de 300 Clubes en todo México.
En el año 2019, los presidentes mundiales de Rotary International y Toastmasters International, Mark Daniel Maloney y Deepak Menon, respectivamente firmaron un convenio para que ambas organizaciones, con presencia Mundial, se apoyarán mutuamente y colaborarán para enriquecer su experiencia de más de un siglo de existencia. En el año 2020, el presidente del Comité Distrital Toastmasters Rotary, del Distrito 4170 de Rotary International, Humberto Sánchez García hace realidad este convenio y forma el primer Club en la República Mexicana de Toastmasters integrado por Rotarios, mismo que quedó adscrito al Distrito 34 de la república mexiana.